# Loi de probabilité à queue lourde
Pour un article sur les autres queues de loi de probabilité, consultez l'article Queue d'une loi de probabilité

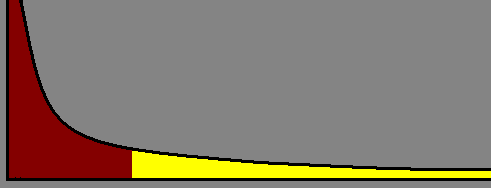
Long tail.

Dans la théorie des probabilités, une loi de probabilité à queue lourde est une loi de probabilité dont les queues ne sont pas exponentiellement bornées, ce qui signifie qu'elles ont des queues plus « lourdes » que la loi exponentielle. Dans de nombreuses applications, c'est la queue droite de la distribution qui est intéressante, mais une distribution peut avoir une queue lourde à gauche, ou les deux queues peuvent être lourdes.
Il y a trois sous-classes importantes de lois à queue lourde, les lois à queue épaisse, les lois à longue queue et les lois sous-exponentielles. Dans la pratique, toutes les lois à queue lourde couramment utilisées appartiennent à la classe sous-exponentielle.

## Définitions

### Loi à queue lourde
La loi d'une variable aléatoire X de fonction de répartition F est dite à queue lourde (à droite) si sa fonction génératrice des moments MX(t), est infinie pour tout t > 0., soit,:
{\displaystyle \forall t>0,\int _{-\infty }^{\infty }\mathrm {e} ^{tx}\,\mathrm {d} F(x)=\infty .}
On peut traduire cette propriété en termes de densité de distribution de queue
{\displaystyle {\overline {F}}(x)\equiv \mathbb {P} [X>x]\,}
comme
{\displaystyle \forall t>0,\lim _{x\to \infty }\mathrm {e} ^{tx}{\overline {F}}(x)=\infty .\,}

### Loi à queue longue
La loi d'une variable aléatoire X de fonction de répartition F est dite à queue longue (à droite) si 
{\displaystyle \forall t>0,\lim _{x\to \infty }\mathbb {P} [X>x+t\mid X>x]=1,\,}
ou
{\displaystyle \forall t>0,{\overline {F}}(x+t){\underset {x\to \infty }{\sim }}{\overline {F}}(x).}
On peut le comprendre ainsi : à partir d'un certain niveau, la probabilité qu'une variable aléatoire à queue longue dépasse un niveau supérieur tend vers 1.
Une loi à queue longue est nécessairement à queue lourde, mais la réciproque est fausse : il est possible de construire des lois à queue lourde mais pas longue

### Lois sous-exponentielles
La sous-exponentialité est définie en termes de convolution de densités de probabilités. Pour deux variables aléatoires iid {\displaystyle X_{1},X_{2}} de même fonction de répartition {\displaystyle F}, la convolution de {\displaystyle F} avec elle-même, notée {\displaystyle F^{*2}}, est définie par l'intégrale de Lebesgue-Stieltjes :
{\displaystyle \mathbb {P} [X_{1}+X_{2}\leq x]=F^{*2}(x)=\int _{0}^{x}F(x-y)\,\mathrm {d} F(y),}
et la convolution d'ordre n {\displaystyle F^{*n}} est définie par récurrence :
{\displaystyle F^{*n}(x)=\int _{0}^{x}F(x-y)\,\mathrm {d} F^{*n-1}(y).}
La fonction de répartition de queue {\displaystyle {\overline {F}}} est telle que {\displaystyle {\overline {F}}(x)=1-F(x)}.
Une loi de fonction de répartition {\displaystyle F} est dite sous-exponentielle (à droite),, si :
{\displaystyle {\overline {F^{*2}}}(x){\underset {x\to \infty }{\sim }}2{\overline {F}}(x).}
On en déduit:
{\displaystyle \forall n\geqslant 1,\ {\overline {F^{*n}}}(x){\underset {x\to \infty }{\sim }}n{\overline {F}}(x).}
On peut y voir l'interprétation probabiliste suivante: pour une somme de {\displaystyle n} variables aléatoires iid {\displaystyle X_{1},\ldots ,X_{n}} de loi commune {\displaystyle F},
{\displaystyle \mathbb {P} [X_{1}+\cdots +X_{n}>x]{\underset {x\to \infty }{\sim }}\mathbb {P} [\max(X_{1},\ldots ,X_{n})>x].}
On désigne cette propriété comme le principe du grand saut simple ou principe de la catastrophe
Une loi {\displaystyle F} sur la droite réelle complète est sous-exponentielle si la loi
{\displaystyle F1\!\!1_{[0,\infty [}} l'est; la fonction {\displaystyle 1\!\!1_{[0,\infty [}} est la fonction indicatrice de la demi-droite positive. De façon alternative, une variable aléatoire {\displaystyle X} réelle est sous-exponentielle ssi {\displaystyle X^{+}=\max(0,X)} est sous-exponentielle.
Toutes les lois sous-exponentielles sont à queue longue, mais on peut construire des lois à queue longue mais non sous-exponentielles.

## Exemples de lois à queue lourde
Parmi les lois classiques à queue lourde, toutes sont sous-exponentielles.
Dans les lois à queue lourde à droite, on trouve :
- la loi de Pareto ;
- la loi log-normale ;
- la loi de Lévy ;
- la loi de Weibull avec un paramètre de forme compris entre 0 et 1 ;
- la loi de Burr ;
- la loi log-logistique ;
- la loi log-gamma ;
- la loi de Fréchet ;
- la loi q-normale
- la loi log-Cauchy, parfois décrite comme ayant une "queue super-lourde" car elle montre une croissance logarithmique produisant une queue plus lourde que celle de la loi de Pareto[10],[11].

Parmi les lois à deux queues lourdes :
- la loi de Cauchy, elle-même cas particulier de la loi stable et de la loi de Student ;
- la famille des lois stables[12], à l'exception de la loi normale, qui est un cas particulier de cette famille. Certaines lois stables sont à une queue, comme la loi de Lévy.
- la loi de Student.
- la loi cascade log-normale asymétrique[13].

## Relation aux lois à queue épaisse
Une loi à queue épaisse (en) est une loi pour laquelle la densité de probabilités, pour de grandes valeurs de x, décroit en {\displaystyle x^{-a}}. Puisqu'une fonction puissance est toujours bornée par une fonction exponentielle, les lois à queue épaisse sont toujours à queue lourde. Certaines lois, cependant, ont une queue qui décroit vers 0 plus lentement que la fonction exponentielle (dont sont à queue lourde), mais plus rapidement qu'une fonction puissance (donc pas à queue épaisse).